# Lagynochthonius roeweri
Lagynochthonius roeweri är en spindeldjursart som beskrevs av Chamberlin 1962. Lagynochthonius roeweri ingår i släktet Lagynochthonius och familjen käkklokrypare. Inga underarter finns listade i Catalogue of Life.